# Tangtsinia
Tangtsinia é um género botânico pertencente à família das orquídeas (Orchidaceae).